# 索伊尔
索伊尔（德语、法语：Saeul），又译索于尔，是卢森堡西部的一个市镇和小镇，属于雷当日县。 